# Mistrzostwa Świata w Piłce Nożnej 2018 (eliminacje strefy CAF)

## Wstęp
Strefa CAF posiada zapewnione pięć miejsc na Mistrzostwach Świata 2018.
Kwalifikacje zostały podzielone na następujące rundy:
- Pierwsza runda: Najsłabsze zespoły strefy według rankingu FIFA (miejsca 28-53; niżej przedstawione zostało, które zespoły zaczynają od jakiej rundy) zostaną podzielone na pary. Każda para rozegra dwumecz i zwycięzca tego dwumeczu awansuje do rundy drugiej.
- Druga runda: 27 zespołów + 13 zwycięzców par z pierwszej rundy również zostanie podzielonych na pary. Każda para rozegra dwumecz i zwycięzca tego dwumeczu awansuje do rundy trzeciej.
- Trzecia runda: 20 drużyn zostanie podzielonych na pięć grup po cztery zespoły grające każdy z każdym w systemie mecz i rewanż. Z każdej grupy zwycięzca uzyska awans na Mistrzostwa Świata 2018.

## Rozstawienie
| Miejsca 1-27 Zespoły zaczynają od drugiej rundy. | Miejsca 1-27 Zespoły zaczynają od drugiej rundy.                                                                                                   | Miejsce 28-53 Zespoły zaczynają od pierwszej rundy. | |
| --- | --- | --- | --- |
| 1. Algieria 2. Wybrzeże Kości Słoniowej 3. Ghana 4. Tunezja 5. Senegal 6. Kamerun 7. Kongo 8. Republika Zielonego Przylądka 9. Egipt 10. Nigeria 11. Gwinea 12. Demokratyczna Republika Konga 13. Mali 14. Gwinea Równikowa | 1. Gabon 2. Południowa Afryka 3. Zambia 4. Burkina Faso 5. Uganda 6. Rwanda 7. Togo 8. Maroko 9. Sudan 10. Angola 11. Mozambik 12. Benin 13. Libia | 1. Niger 2. Etiopia 3. Malawi 4. Sierra Leone 5. Namibia 6. Kenia 7. Botswana 8. Madagaskar 9. Mauretania 10. Burundi 11. Lesotho 12. Gwinea Bissau 13. Eswatini | 1. Tanzania 2. Gambia 3. Liberia 4. Republika Środkowoafrykańska 5. Czad 6. Mauritius 7. Seszele 8. Komory 9. Wyspy Świętego Tomasza i Książęca 10. Sudan Południowy 11. Erytrea 12. Somalia 13. Dżibuti |

## Terminarz
| Runda          | Faza           | Termin                  |
| -------------- | -------------- | ----------------------- |
| Pierwsza runda | Pierwsze mecze | 7-10 października 2015  |
| Pierwsza runda | Rewanże        | 11-17 października 2015 |
| Druga runda    | Pierwsze mecze | 9–13 listopada 2015     |
| Druga runda    | Rewanże        | 14–17 listopada 2015    |

| Runda         | Nr kolejki | Termin                        |
| ------------- | ---------- | ----------------------------- |
| Trzecia runda | 1.         | 3-11 października 2016        |
| Trzecia runda | 2.         | 7-15 listopada 2016           |
| Trzecia runda | 3.         | 28 sierpnia - 2 września 2017 |
| Trzecia runda | 4.         | 3-5 września 2017             |
| Trzecia runda | 5.         | 2-10 października 2017        |
| Trzecia runda | 6.         | 6-14 listopada 2017           |

## Pierwsza runda
W tej rundzie, 26 najniżej notowanych drużyn ze strefy CAF według rankingu FIFA z lipca 2015 zostanie rozlosowanych w 13 par, które zagrają ze sobą w systemie mecz i rewanż. Zwycięzcy dwumeczów uzyskają awans do drugiej rundy eliminacji.
| Koszyk A | Koszyk B |
| --- | --- |
| 1. Niger (98) 2. Etiopia (101) 3. Malawi (108) 4. Sierra Leone (111) 5. Namibia (112) 6. Kenia (114) 7. Botswana (120) 8. Madagaskar (122) 9. Mauretania (128) 10. Burundi (131) 11. Lesotho (132) 12. Gwinea Bissau (133) 13. Eswatini (138) | 1. Tanzania (139) 2. Gambia (143) 3. Liberia (161) 4. Republika Środkowoafrykańska (170) 5. Czad (173) 6. Mauritius (180) 7. Seszele (186) 8. Komory (187) 9. Wyspy Świętego Tomasza i Książęca (189) 10. Sudan Południowy (195) 11. Erytrea (204) 12. Somalia (205) 13. Dżibuti (207) |

### Mecze
| 9 października 2015 14:30 CEST | Somalia | 0:2(0:0)Raport | Niger · 58', 61' (k) Maazou | Addis Abeba Stadium, Addis Abeba (Etiopia) Widzów: 5000 Sędzia: Haithem Kossaï |
|                                |         |                |                             |                                                                                |

| 13 października 2015 17:00 CEST | Niger · Cissé 13', 67' · Maazou 18', 32' | 4:0(3:0)Raport | Somalia | Stade Général Seyni Kountché, Niamey Widzów: 7000 Sędzia: Falou Galasse Kane |
|                                 |                                          |                |         |                                                                              |

- Niger wygrał w dwumeczu 6−0 i awansował do drugiej rundy.

| 7 października 2015 15:30 CEST | Sudan Południowy · Pretino 5' | 1:1(1:1)Raport | Mauretania · 3' Bagili | Juba Stadium, Dżuba Widzów: 10 000 Sędzia: Rajab Bakasambe |
|                                |                               |                |                        |                                                            |

| 13 października 2015 19:00 CEST | Mauretania · Khalil 3' · Bagili 61' · Samba 84' · Diakité 90+2' | 4:0(1:0)Raport | Sudan Południowy | Stadion Olimpijski, Nawakszut Widzów: 9000 Sędzia: Fidel Gomes |
|                                 |                                                                 |                |                  |                                                                |

- Mauretania wygrała w dwumeczu 5−1 i awansowała do drugiej rundy.

| 9 października 2015 19:00 CEST | Gambia · Jammeh 78' | 1:1(0:0)Raport | Namibia · 61' Stephanus | Independence Stadium, Bakau Widzów: 12 000 Sędzia: Ousmane Karembe |
|                                |                     |                |                         |                                                                    |

| 13 października 2015 17:00 CEST | Namibia · Stephanus 42' · Somaeb 64' | 2:1(1:1)Raport | Gambia · 9' Dibba | Sam Nujoma Stadium, Windhuk Widzów: 4000 Sędzia: Joshua Bondo |
|                                 |                                      |                |                   |                                                               |

- Namibia wygrała w dwumeczu 3−2 i awansowała do drugiej rundy.

| 8 października 2015 17:00 CEST | Wyspy Świętego Tomasza i Książęca · Leal 86' | 1:0(0:0)Raport | Etiopia | Estádio Nacional 12 de Julho, São Tomé Widzów: 4550 Sędzia: Alhadi Mahamat |
|                                |                                              |                |         |                                                                            |

| 11 października 2015 15:00 CEST | Etiopia · Fekadu 1' · Panom 47' (k) · Lok 74' | 3:0(1:0)Raport | Wyspy Świętego Tomasza i Książęca | Addis Abeba Stadium, Addis Abeba Widzów: 23 840 Sędzia: Jean Claude Ishimwe |
|                                 |                                               |                |                                   |                                                                             |

- Etiopia wygrała w dwumeczu 3−1 i awansowała do drugiej rundy.

| 10 października 2015 16:30 CEST | Czad · N'douassel 47' | 1:0(0:0)Raport | Sierra Leone | Stade Omnisports Idriss Mahamat Ouya, Ndżamena Widzów: 2664 Sędzia: Kokou Fagla |
|                                 |                       |                |              |                                                                                 |

| 13 października 2015 16:30 CEST | Sierra Leone · Kamara 70' · Sesay 81' | 2:1(0:1)Raport | Czad · 45+2' Djimrangar | Adokiye Amiesimaka Stadium, Port Harcourt (Nigeria) Widzów: 100 Sędzia: Aboubacar Bangoura |
|                                 |                                       |                |                         |                                                                                            |

- Czad zremisował w dwumeczu 2−2, ale dzięki bramkom zdobytym na wyjeździe awansował do drugiej rundy.

| 7 października 2015 14:00 CEST | Komory | 0:0(0:0)Raport | Lesotho | Stade de Moroni, Moroni Widzów: 2800 Sędzia: Andofetra Rakotojaona |
|                                |        |                |         |                                                                    |

| 13 października 2015 18:00 CEST | Lesotho · Seturumane 18' | 1:1(1:0)Raport | Komory · 70' M’Changama | Setsoto Stadium, Maseru Widzów: 480 Sędzia: Samuel Chirinda |
|                                 |                          |                |                         |                                                             |

- Komory zremisowały w dwumeczu 1−1, ale dzięki bramkom zdobytym na wyjeździe awansowały do drugiej rundy.

| 9 października 2015 15:00 CEST | Dżibuti | 0:6(0:1)Raport | Eswatini · 45' Mkhontfo · 61' Ndzinisa · 74' Dlamini · 76' Hlatjwako · 83' Tsabedze · 84' Lukhele | Stade du Ville, Dżibuti Widzów: 10 050 Sędzia: Pacifique Ndabihawenimana |
|                                |         |                |                                                                                                   |                                                                          |

| 17 października 2015 16:00 CEST | Eswatini · Hlatjwako 7', 38' | 2:1(2:1)Raport | Dżibuti · 21' Liban | Somholo National Stadium, Lobamba Widzów: 2141 Sędzia: Ganesh Chutooree |
|                                 |                              |                |                     |                                                                         |

- Eswatini wygrał w dwumeczu 8−1 i awansował do drugiej rundy.

| 10 października 2015 15:00 CEST | Erytrea | 0:2(0:1)Raport | Botswana · 22' Moyana · 64' Mogorosi | Cicero Stadium, Asmara Widzów: 9950 Sędzia: Ibrahim Nour El Din |
|                                 |         |                |                                      |                                                                 |

| 13 października 2015 20:00 CEST | Botswana · Ngele 15', 79' · Mogorosi 21' | 3:1(2:1)Raport | Erytrea · 9' Goitom | Francistown Stadium, Francistown Widzów: 15 073 Sędzia: Nelson Emile Fred |
|                                 |                                          |                |                     |                                                                           |

- Botswana wygrała w dwumeczu 5−1 i awansowała do drugiej rundy.

| 7 października 2015 14:30 CEST | Seszele | 0:1(0:1)Raport | Burundi · 15' Abdul Razak | Stadion Ludowy, Roche Caiman Widzów: 2000 Sędzia: Lemma Nigussie |
|                                |         |                |                           |                                                                  |

| 13 października 2015 15:00 CEST | Burundi · Abdul Razak 71' (k), 81' | 2:0(0:0)Raport | Seszele | Stade Prince Louis Rwagasore, Bużumbura Widzów: 6095 Sędzia: Hafiz Abdelghani Alamen |
|                                 |                                    |                |         |                                                                                      |

- Burundi wygrało w dwumeczu 3−0 i awansowało do drugiej rundy.

| 8 października 2015 18:00 CEST | Liberia · Jebor 35' (k) | 1:1(1:0)Raport | Gwinea Bissau · 62' Baldé | Antoinette Tubman Stadium, Monrovia Widzów: 10 100 Sędzia: Fabricio Duarte |
|                                |                         |                |                           |                                                                            |

| 13 października 2015 18:00 CEST | Gwinea Bissau · Cassama 45+2' | 1:3(1:2)Raport | Liberia · 9', 12', 90+5' Jebor | Estádio 24 de Setembro, Bissau Widzów: 12 000 Sędzia: Ferdinand Udoh |
|                                 |                               |                |                                |                                                                      |

- Liberia wygrała w dwumeczu 4−2 i awansowała do drugiej rundy.

| 8 października 2015 13:30 CEST | Republika Środkowoafrykańska | 0:3(0:2)Raport | Madagaskar · 26' Ramanamahefa · 39' Rakotoharimalala · 66' Johann | Stade Municipal de Mahamasina, Antananarywa (Madagaskar) Widzów: 20 000 Sędzia: Jean-Jacques Ndala |
|                                |                              |                |                                                                   | |

| 11 października 2015 13:30 CEST | Madagaskar · Ramanamahefa 18' · Abel 37' (k) | 2:2(2:2)Raport | Republika Środkowoafrykańska · 7' Dagoulou · 45+1' Malick | Stade Municipal de Mahamasina, Antananarywa Widzów: 20 000 Sędzia: Daniel Bennett |
|                                 |                                              |                |                                                           |                                                                                   |

- Madagaskar wygrał w dwumeczu 5−2 i awansował do drugiej rundy.

| 7 października 2015 16:30 CEST | Mauritius · Sophie 67' (k) · Bru 78' | 2:5(0:2)Raport | Kenia · 19', 82' Omolo · 23' Masika · 49' Shakava · 87' Olunga | Stade Anjalay, Belle Vue Maurel Widzów: 2300 Sędzia: Duncan Lengani |
|                                |                                      |                |                                                                |                                                                     |

| 11 października 2015 15:00 CEST | Kenia | 0:0Raport | Mauritius | Moi International Sports Centre, Nairobi Widzów: 10 000 Sędzia: Cosmas Mandeng Bakaly |
|                                 |       |           |           |                                                                                       |

- Kenia wygrała w dwumeczu 5−2 i awansowała do drugiej rundy.

| 7 października 2015 15:00 CEST | Tanzania · Samatta 19' · Ulimwengu 23' | 2:0(2:0)Raport | Malawi | Benjamin Mkapa National Stadium, Dar es Salaam Widzów: 11 474 Sędzia: Hagi Wiish |
|                                |                                        |                |        |                                                                                  |

| 11 października 2015 14:00 CEST | Malawi · Banda 42' | 1:0(1:0)Raport | Tanzania | Kamuzu Stadium, Blantyre Widzów: 7656 Sędzia: Hélder Martins de Carvalho |
|                                 |                    |                |          |                                                                          |

- Tanzania wygrała w dwumeczu 2−1 i awansowała do drugiej rundy.

## Druga runda
W tej rundzie weźmie udział 13 zespołów z poprzedniej rundy oraz 27 najwyżej notowane zespoły strefy CAF według rankingu FIFA, zostanie rozlosowanych w 20 par, które zagrają ze sobą w systemie mecz i rewanż. Zwycięzcy dwumeczów uzyskają awans do trzeciej rundy eliminacji.
| Koszyk 1 | Koszyk 2 |
| --- | --- |
| 1. Algieria (19) 2. Wybrzeże Kości Słoniowej (21) 3. Ghana (25) 4. Tunezja (32) 5. Senegal (39) 6. Kamerun (42) 7. Kongo (47) 8. Republika Zielonego Przylądka (52) 9. Egipt (55) 10. Nigeria (57) 11. Gwinea (58) 12. Demokratyczna Republika Konga (60) 13. Mali (61) | 1. Niger (98) 2. Etiopia (101) 3. Namibia (112) 4. Kenia (114) 5. Botswana (120) 6. Madagaskar (122) 7. Mauretania (128) 8. Burundi (131) 9. Eswatini (138) 10. Tanzania (139) 11. Liberia (161) 12. Czad (173) 13. Komory (187) |
| Koszyk 3 | Koszyk 4 |
| 1. Gwinea Równikowa (63) 2. Gabon (65) 3. Południowa Afryka (70) 4. Zambia (71) 5. Burkina Faso (72) 6. Uganda (73) 7. Rwanda (78) | 1. Togo (83) 2. Maroko (84) 3. Sudan (90) 4. Angola (92) 5. Mozambik (95) 6. Benin (96) 7. Libia (97) |

### Mecze
| 13 listopada 2015 16:00 CET | Niger | 0:3(0:3)Raport | Kamerun · 36' M’Bia · 38' Aboubakar · 40' Salli | Stade Général Seyni Kountché, Niamey Widzów: 20 000 Sędzia: Noureddine El Jaafari |
|                             |       |                |                                                 |                                                                                   |

| 17 listopada 2015 15:00 CET | Kamerun | 0:0Raport | Niger | Stade Omnisports, Jaunde Widzów: 5000 Sędzia: Gehad Grisha |
|                             |         |           |       |                                                            |

- Kamerun wygrał w dwumeczu 3−0 i awansował do trzeciej rundy.

| 13 listopada 2015 18:00 CET | Mauretania · N’Diaye 22' | 1:2(1:0)Raport | Tunezja · 62' Khazri · 69' Chikhaoui | Stadion Olimpijski, Nawakszut Widzów: 9000 Sędzia: Eric Otogo-Castane |
|                             |                          |                |                                      |                                                                       |

| 17 listopada 2015 18:00 CET | Tunezja · Ben Youssef 51' · Bguir 83' | 2:1(0:0)Raport | Mauretania · 51' Khalil | Stadion Olimpijski, Radis Widzów: 3000 Sędzia: Denis Batte |
|                             |                                       |                |                         |                                                            |

- Tunezja wygrała w dwumeczu 4−2 i awansowała do trzeciej rundy.

| 12 listopada 2015 15:00 CET | Namibia | 0:1(0:1)Raport | Gwinea · 27' Keïta | Sam Nujoma Stadium, Windhuk Widzów: 2000 Sędzia: Rédouane Jiyed |
|                             |         |                |                    |                                                                 |

| 15 listopada 2015 20:00 CET | Gwinea · Sylla 43' · Keïta 79' | 2:0(1:0)Raport | Namibia | Stade Mohamed V, Casablanca (Maroko) Widzów: 1000 Sędzia: Bienvenu Sinko |
|                             |                                |                |         |                                                                          |

- Gwinea wygrała w dwumeczu 3−0 i awansowała do trzeciej rundy.

| 14 listopada 2015 14:00 CET | Etiopia · Kebede 41' · Fekadu 82' · Bekele 90+1' | 3:4(1:1)Raport | Kongo · 43' Bifouma · 62' Kounkou · 74' N’Dinga · 80' Binguila | Addis Abeba Stadium, Addis Abeba Widzów: 30 000 Sędzia: Mohamed Said Kordi |
|                             |                                                  |                |                                                                |                                                                            |

| 17 listopada 2015 16:00 CET | Kongo · N’Ganga 48' · Bifouma 54' | 2:1(0:1)Raport | Etiopia · 29' Kebede | Stade Alphonse Massemba-Débat, Brazzaville Widzów: 17 000 Sędzia: Mohamed El Fadil |
|                             |                                   |                |                      |                                                                                    |

- Kongo wygrało w dwumeczu 6−4 i awansowało do trzeciej rundy.

| 14 listopada 2015 15:30 CET | Czad · N'Douassel 73' | 1:0(0:0)Raport | Egipt | Stade Omnisports Idriss Mahamat Ouya, Ndżamena Widzów: 10 000 Sędzia: Ferdinand Udoh |
|                             |                       |                |       |                                                                                      |

| 17 listopada 2015 17:30 CET | Egipt · Elneny 5' · Said 10' · Hassan 35', 39' | 4:0(4:0)Raport | Czad | Stadion Borg El Arab, Aleksandria Widzów: 35 000 Sędzia: Thierry Nkurunziza |
|                             |                                                |                |      |                                                                             |

- Egipt wygrał w dwumeczu 4−1 i awansował do trzeciej rundy.

| 13 listopada 2015 13:00 CET | Komory | 0:0Raport | Ghana | Stade Mohamed Said Cheikh, Mitsamiouli Widzów: 7000 Sędzia: Norman Matemera |
|                             |        |           |       |                                                                             |

| 17 listopada 2015 16:00 CET | Ghana · Wakaso 18' · J. Ayew 86' | 2:0(1:0)Raport | Komory | Baba Yara Stadium, Kumasi Widzów: 16 480 Sędzia: Mohamed Ragab |
|                             |                                  |                |        |                                                                |

- Ghana wygrała w dwumeczu 2−0 i awansowała do trzeciej rundy.

| 13 listopada 2015 18:00 CET | Eswatini | 0:0Raport | Nigeria | Somholo National Stadium, Lobamba Widzów: 5918 Sędzia: Germain Koole |
|                             |          |           |         |                                                                      |

| 17 listopada 2015 16:00 CET | Nigeria · Simon 51' · Ambrose 87' | 2:0(0:0)Raport | Eswatini | Adokiye Amiesimaka Stadium, Port Harcourt Widzów: 27 000 Sędzia: Jackson Pavaza |
|                             |                                   |                |          |                                                                                 |

- Nigeria wygrała w dwumeczu 2−0 i awansowała do trzeciej rundy.

| 14 listopada 2015 17:00 CET | Botswana · Gadibolae 13' · Mogorosi 23' | 2:1(2:0)Raport | Mali · 57' Sow | Francistown Stadium, Francistown Widzów: 26 662 Sędzia: Adelaide Ali |
|                             |                                         |                |                |                                                                      |

| 17 listopada 2015 20:00 CET | Mali · Diabaté 10' (k) · Sako 29' | 2:0(2:0)Raport | Botswana | Stade 26 mars, Bamako Widzów: 15 000 Sędzia: Ali Lemghaifry |
|                             |                                   |                |          |                                                             |

- Mali wygrała w dwumeczu 3−2 i awansowała do trzeciej rundy.

| 12 listopada 2015 14:30 CET | Burundi · Amissi 37', 81' | 2:3(1:1)Raport | Demokratyczna Republika Konga · 5' Bolasie · 85', 87' Mubele | Stade Prince Louis Rwagasore, Bużumbura Widzów: 8000 Sędzia: Mbongiseni Fakudze |
|                             |                           |                |                                                              |                                                                                 |

| 15 listopada 2015 15:30 CET | Demokratyczna Republika Konga · Nkololo 16' · Bolasie 77' (k) | 3:0 (walkower)Raport | Burundi · 27' (sam.) Mbokani · 89' (k) Abdul Razak | Stade des Martyrs, Kinszasa Widzów: 80 000 Sędzia: Luelseghed Ghebremichael |
|                             |                                                               |                      |                                                    |                                                                             |

- Demokratyczna Republika Konga wygrała w dwumeczu 6−2 i awansowała do trzeciej rundy.

| 13 listopada 2015 17:00 CET | Liberia | 0:1(0:1)Raport | Wybrzeże Kości Słoniowej · 44' Cyriac | Antoinette Tubman Stadium, Monrovia Widzów: 12 000 Sędzia: Youssef Essrayri |
|                             |         |                |                                       |                                                                             |

| 17 listopada 2015 18:00 CET | Wybrzeże Kości Słoniowej · Sio 16', 35' · Seri 63' | 3:0(2:0)Raport | Liberia | Stade Félix Houphouët-Boigny, Abidżan Widzów: 13 000 Sędzia: Lazard Tsiba |
|                             |                                                    |                |         |                                                                           |

- Wybrzeże Kości Słoniowej wygrała w dwumeczu 4−0 i awansowała do trzeciej rundy.

| 13 listopada 2015 12:30 CET | Madagaskar · Andriatsima 27' · Rakotoharimalala 59' | 2:2(1:0)Raport | Senegal · 70' Diouf · 82' Mané | Stade Municipal de Mahamasina, Antananarywa Widzów: 24 000 Sędzia: Hudu Munyemana |
|                             |                                                     |                |                                |                                                                                   |

| 17 listopada 2015 20:00 CET | Senegal · Kouyaté 19' · Konaté 54' · Diouf 83' | 3:0(1:0)Raport | Madagaskar | Stade Léopold-Sédar-Senghor, Dakar Widzów: 35 000 Sędzia: Joshua Bondo |
|                             |                                                |                |            |                                                                        |

- Senegal wygrała w dwumeczu 5−2 i awansowała do trzeciej rundy.

| 13 listopada 2015 14:00 CET | Kenia · Olunga 9' | 1:0(1:0)Raport | Republika Zielonego Przylądka | Nyayo National Stadium, Nairobi Widzów: 12 000 Sędzia: Denis Dembélé |
|                             |                   |                |                               |                                                                      |

| 17 listopada 2015 20:00 CET | Republika Zielonego Przylądka · Héldon 44', 52' | 2:0(1:0)Raport | Kenia | Estádio Nacional de Cabo Verde, Praia Widzów: 12 000 Sędzia: Joseph Lamptey |
|                             |                                                 |                |       |                                                                             |

- Republika Zielonego Przylądka wygrała w dwumeczu 2−1 i awansowała do trzeciej rundy.

| 14 listopada 2015 14:30 CET | Tanzania · Maguri 43' · Samatta 54' | 2:2(1:0)Raport | Algieria · 71', 75' Slimani | Benjamin Mkapa National Stadium, Dar es Salaam Widzów: 37 913 Sędzia: Mahamadou Keita |
|                             |                                     |                |                             |                                                                                       |

| 17 listopada 2015 19:15 CET | Algieria · Brahimi 1' · Ghoulam 24', 59' (k) · Mahrez 42' · Slimani 48' (k), 75' · Medjani 71' | 7:0(3:0)Raport | Tanzania | Stade Mustapha Tchaker, Al-Bulajda Widzów: 35 000 Sędzia: Sidi Alioum |
|                             |                                                                                                |                |          |                                                                       |

- Algieria wygrała w dwumeczu 9−2 i awansowała do trzeciej rundy.

| 11 listopada 2015 18:00 CET | Sudan | 0:1(0:1)Raport | Zambia · 28' Kalengo | Karima Stadium, Kurajma Widzów: 12 000 Sędzia: Mohamed Benouza |
|                             |       |                |                      |                                                                |

| 15 listopada 2015 14:00 CET | Zambia · Musonda 58' · Kalengo 80' | 2:0(0:0)Raport | Sudan | Levy Mwanawasa Stadium, Ndola Widzów: 40 000 Sędzia: Bakary Gassama |
|                             |                                    |                |       |                                                                     |

- Zambia wygrała w dwumeczu 3−0 i awansowała do trzeciej rundy.

| 13 listopada 2015 14:30 CET | Libia · Al Badri 46' (k) | 1:0(0:0)Raport | Rwanda | Stade Olympique de Sousse, Susa (Tunezja) Widzów: 500 Sędzia: Malang Diedhiou |
|                             |                          |                |        |                                                                               |

| 17 listopada 2015 14:30 CET | Rwanda · Tuyisenge 46' | 1:3(0:1)Raport | Libia · 36', 90+3' Monir · 47' Ghanudi | Stade Régional Nyamirambo, Kigali Widzów: 8000 Sędzia: Djamal Aden |
|                             |                        |                |                                        |                                                                    |

- Libia wygrała w dwumeczu 4−1 i awansowała do trzeciej rundy.

| 12 listopada 2015 20:00 CET | Maroko · El-Arabi 30' · Bammou 66' | 2:0(1:0)Raport | Gwinea Równikowa | Stade d’Agadir, Agadir Widzów: 32 000 Sędzia: Daniel Bennett |
|                             |                                    |                |                  |                                                              |

| 15 listopada 2015 16:00 CET | Gwinea Równikowa · Engonga 17' | 1:0(1:0)Raport | Maroko | Estadio de Bata, Bata Widzów: 2000 Sędzia: Janny Sikazwe |
|                             |                                |                |        |                                                          |

- Maroko wygrało w dwumeczu 2−1 i awansowało do trzeciej rundy.

| 11 listopada 2015 18:00 CET | Mozambik · Pelembe 55' | 1:0(0:0)Raport | Gabon | Estádio do Zimpeto, Maputo Widzów: 18 730 Sędzia: Parmendra Nunkoo |
|                             |                        |                |       |                                                                    |

| 14 listopada 2015 18:00 CET                      | Gabon · Evouna 3' | 1:0 (Dogr.) k. 4:3(1:0)Raport                   | Mozambik | Stade d’Angondjé, Libreville Widzów: 20 000 Sędzia: Bernard Camille |
|                                                  |                   |                                                 |          |                                                                     |
|                                                  |                   | Rzuty karne                                     |          |                                                                     |
| Poko · Evouna · Tandjigora · Obiang · Aubameyang |                   | Júnior · Miquissone · Baúque · Domingues · Miro |          |                                                                     |

- Gabon zremisował w dwumeczu 1−1 i dzięki zwycięstwu w rzutach karnych awansował do trzeciej rundy.

| 12 listopada 2015 16:00 CET | Benin · Sessègnon 45+2' (k) · Bello 85' | 2:1(1:0)Raport | Burkina Faso · 51' Nakoulma | Stade de l’Amitié, Kotonu Widzów: 17 000 Sędzia: Bouchaïb El Ahrach |
|                             |                                         |                |                             |                                                                     |

| 17 listopada 2015 19:00 CET | Burkina Faso · Pitroipa 18' (k) · B. Traoré 71' | 2:0(1:0)Raport | Benin | Stadion 4 Sierpnia, Wagadugu Widzów: 21 212 Sędzia: Mehdi Abid Charef |
|                             |                                                 |                |       |                                                                       |

- Burkina Faso wygrała w dwumeczu 3−2 i awansowała do trzeciej rundy.

| 12 listopada 2015 16:30 CET | Togo | 0:1(0:1)Raport | Uganda · 40' Ochaya | Stade de Kégué, Lomé Widzów: 25 000 Sędzia: Yakhouba Keita |
|                             |      |                |                     |                                                            |

| 15 listopada 2015 14:00 CET | Uganda · Massa 3' · Miya 40', 45' | 3:0(3:0)Raport | Togo | Nelson Mandela National Stadium, Kampala Widzów: 40 000 Sędzia: Hamada Nampiandraza |
|                             |                                   |                |      |                                                                                     |

- Uganda wygrała w dwumeczu 4−0 i awansowała do trzeciej rundy.

| 13 listopada 2015 15:30 CET | Angola · Gelson 1' | 1:3(1:2)Raport | Południowa Afryka · 14' Rantie · 20' Gabuza · 81' (k) Jali | Estádio Nacional de Ombaka, Benguela Widzów: 25 000 Sędzia: Bamlak Tessema Weyesa |
|                             |                    |                |                                                            |                                                                                   |

| 17 listopada 2015 18:00 CET | Południowa Afryka · Manucho Diniz 66' (sam.) | 1:0(0:0)Raport | Angola | Moses Mabhida Stadium, Durban Widzów: 17 152 Sędzia: Davies Omweno |
|                             |                                              |                |        |                                                                    |

- Południowa Afryka wygrała w dwumeczu 4−1 i awansowała do trzeciej rundy.

## Trzecia runda
W tej rundzie weźmie udział 20 zespołów z poprzedniej rundy, zostaną rozlosowane do pięciu cztero zespołowych grup, w których każdy zagra ze sobą w systemie mecz i rewanż. Zwycięzcy grup uzyskają awans na Mistrzostwa Świata 2018. Losowanie grup odbyło się 24 czerwca 2016 roku.
Mecze odbędą się w okresie od 3 października 2016 roku do 14 listopada 2017 roku.

### Koszyki
Koszyki zostały ustalone na podstawie rankingu FIFA z listopada 2015 roku.
| Koszyk 1                                                          | Koszyk 2                                                                                 | Koszyk 3                                                | Koszyk 4                                         |
| ----------------------------------------------------------------- | ---------------------------------------------------------------------------------------- | ------------------------------------------------------- | ------------------------------------------------ |
| - Algieria - Ghana - Senegal - Tunezja - Wybrzeże Kości Słoniowej | - Demokratyczna Republika Konga - Egipt - Mali - Nigeria - Republika Zielonego Przylądka | - Gwinea - Kamerun - Kongo - Maroko - Południowa Afryka | - Burkina Faso - Gabon - Libia - Uganda - Zambia |

Legenda:
- Msc. - miejsce,
- M - liczba rozegranych meczów,
- W - mecze wygrane,
- R - mecze zremisowane,
- P - mecze przegrane,
- Br+ - bramki zdobyte,
- Br- - bramki stracone,
- Pkt. - punkty (3 za zwycięstwo, 1 za remis, 0 za porażkę)

### Grupa A
| Lp. | Drużyna                       | M | Mecze | Mecze | Mecze | Bramki | Bramki | Bramki | Pkt |
| Lp. | Drużyna                       | M | W     | R     | P     | +      | −      | +/−    | Pkt |
| --- | ----------------------------- | - | ----- | ----- | ----- | ------ | ------ | ------ | --- |
| 1.  | Tunezja                       | 6 | 4     | 2     | 0     | 11     | 4      | +7     | 14  |
| 2.  | Demokratyczna Republika Konga | 6 | 4     | 1     | 1     | 11     | 6      | +5     | 13  |
| 3.  | Libia                         | 6 | 1     | 1     | 4     | 4      | 10     | −6     | 4   |
| 4.  | Gwinea                        | 6 | 1     | 0     | 5     | 6      | 14     | −8     | 3   |

### Grupa B
| Lp. | Drużyna  | M | Mecze | Mecze | Mecze | Bramki | Bramki | Bramki | Pkt |
| Lp. | Drużyna  | M | W     | R     | P     | +      | −      | +/−    | Pkt |
| --- | -------- | - | ----- | ----- | ----- | ------ | ------ | ------ | --- |
| 1.  | Nigeria  | 6 | 4     | 1     | 1     | 11     | 6      | +5     | 13  |
| 2.  | Zambia   | 6 | 2     | 2     | 2     | 8      | 7      | +1     | 8   |
| 3.  | Kamerun  | 6 | 1     | 4     | 1     | 7      | 9      | −2     | 7   |
| 4.  | Algieria | 6 | 1     | 1     | 4     | 6      | 10     | −4     | 4   |

### Grupa C
| Lp. | Drużyna                  | M | Mecze | Mecze | Mecze | Bramki | Bramki | Bramki | Pkt |
| Lp. | Drużyna                  | M | W     | R     | P     | +      | −      | +/−    | Pkt |
| --- | ------------------------ | - | ----- | ----- | ----- | ------ | ------ | ------ | --- |
| 1.  | Maroko                   | 6 | 3     | 3     | 0     | 11     | 0      | +11    | 12  |
| 2.  | Wybrzeże Kości Słoniowej | 6 | 2     | 2     | 2     | 7      | 5      | +2     | 8   |
| 3.  | Gabon                    | 6 | 1     | 3     | 2     | 2      | 7      | −5     | 6   |
| 4.  | Mali                     | 6 | 0     | 4     | 2     | 1      | 9      | −8     | 4   |

### Grupa D
| Lp. | Drużyna                       | M | Mecze | Mecze | Mecze | Bramki | Bramki | Bramki | Pkt |
| Lp. | Drużyna                       | M | W     | R     | P     | +      | −      | +/−    | Pkt |
| --- | ----------------------------- | - | ----- | ----- | ----- | ------ | ------ | ------ | --- |
| 1.  | Senegal                       | 6 | 4     | 2     | 0     | 10     | 3      | +7     | 14  |
| 2.  | Burkina Faso                  | 6 | 2     | 3     | 1     | 10     | 6      | +4     | 9   |
| 3.  | Republika Zielonego Przylądka | 6 | 2     | 0     | 4     | 4      | 12     | −8     | 6   |
| 4.  | Południowa Afryka             | 6 | 1     | 1     | 4     | 7      | 10     | −3     | 4   |

### Grupa E
| Lp. | Drużyna | M | Mecze | Mecze | Mecze | Bramki | Bramki | Bramki | Pkt |
| Lp. | Drużyna | M | W     | R     | P     | +      | −      | +/−    | Pkt |
| --- | ------- | - | ----- | ----- | ----- | ------ | ------ | ------ | --- |
| 1.  | Egipt   | 6 | 4     | 1     | 1     | 8      | 4      | +4     | 13  |
| 2.  | Uganda  | 6 | 2     | 3     | 1     | 3      | 2      | +1     | 9   |
| 3.  | Ghana   | 6 | 1     | 4     | 1     | 7      | 3      | +4     | 7   |
| 4.  | Kongo   | 6 | 0     | 2     | 4     | 3      | 12     | −9     | 2   |

## Strzelcy
309 bramek w 127 meczach.
5 goli
- Préjuce Nakoulma
- Mohamed Salah

4 gole

- Islam Slimani
- Fiston Abdul Razak
- Firmin Mubele
- Naby Keïta
- William Jebor
- Khalid Boutaïb
- Ouwo Moussa Maazou

3 gole

- Yacine Brahimi
- Joel Mogorosi
- Abdallah Said
- Richmond Boakye
- Thomas Partey
- Yannick Bolasie
- Thievy Bifouma
- Victor Moses
- Andile Jali
- Sandile Hlatjwako
- Youssef Msakni
- Faruku Miya
- Brian Mwila

2 gole

- Faouzi Ghoulam
- Mogakolodi Ngele
- Banou Diawara
- Alain Traoré
- Bertrand Traoré
- Cédric Amissi
- Ezechiel Ndouassel
- Cédric Bakambu
- Jonathan Bolingi
- Neeskens Kebano
- Dieumerci Mbokani
- Ahmed Hassan
- Dawit Fekadu
- Getaneh Kebede
- Vincent Aboubakar
- Michael Olunga
- Johanna Omolo
- Mohammed Monir
- Njiva Rakotoharimalala
- Falimery Ramanamahefa
- Hakim Ziyech
- Bessam Ahmed
- Boubacar Bagili
- Willy Stephanus
- Mahamane Cissé
- Kelechi Iheanacho
- Alex Iwobi
- John Obi Mikel
- Tokelo Rantie
- Mame Biram Diouf
- Sadio Mané
- Cheikh N’Doye
- Diafra Sakho
- Mbwana Samatta
- Wahbi Khazri
- Seydou Doumbia
- Giovanni Sio
- Héldon
- Nuno Rocha
- Garry Mendes Rodrigues
- Patson Daka
- Winston Kalengo
- Collins Mbesuma

1 gol
- Nabil Bentaleb
- Riyad Mahrez
- Carl Medjani
- El Arbi Hillel Soudani
- Gelson
- Babatounde Bello
- Stéphane Sessègnon
- Tapiwa Gadibolae
- Galabgwe Moyana
- Issoufou Dayo
- Jonathan Pitroipa
- Léger Djimrangar
- Jordan Nkololo
- Chancel Mbemba
- Paul-José M’Poku
- Mohamed Liban Issa
- Mohamed Elneny
- Shikabala
- Henok Goitom
- Shimelis Bekele
- Ramkel Lok
- Gatoch Panom
- Malick Evouna
- Mario Lemina
- Axel Méyé
- Pa Dibba
- Abdou Jammeh
- Jordan Ayew
- Edwin Gyasi
- Wakaso Mubarak
- Alkhaly Bangoura
- Demba Camara
- Keita Karamokoba
- Seydouba Soumah
- Idrissa Sylla
- Amido Baldé
- Ibraime Cassamá
- Igor Engonga
- André Anguissa
- Yaya Banana
- Stéphane M’Bia
- Benjamin Moukandjo
- Clinton N’Jie
- Franck Pangop
- Edgar Salli
- Moses Simon
- Ayub Masika
- Haron Shakava
- Mohamed M’Changama
- Marvin Baudry
- Hardy Binguila
- Férébory Doré
- Vladis-Emmerson Illoy-Ayyet
- Justalain Kounkou
- Arnold Bouka Moutou
- Delvin N’Dinga
- Francis N’Ganga
- Tšepo Seturumane
- Faisal Al Badri
- Hamdou Elhouni
- Mohamed Ghanudi
- Ali Musrati
- Motasem Sabbou
- Akram Zuway
- Anicet Abel
- Faneva Andriatsima
- Johann Paul
- John Banda
- Cheick Diabaté
- Bakary Sako
- Samba Sow
- Sambou Yatabaré
- Yacine Bammou
- Younès Belhanda
- Medhi Benatia
- Nabil Dirar
- Youssef El-Arabi
- Achraf Hakimi
- Mimoun Mahi
- Ismaël Diakité
- Oumar N’Diaye
- Moussa Samba
- Jonathan Bru
- Andy Sophie
- Hélder Pelembe
- Hendrick Somaeb
- Vincent Aboubakar
- Efe Ambrose
- Odion Ighalo
- John Ugochukwu
- Moses Simon
- Dean Furman
- Thamsanqa Gabuza
- Thulani Hlatshwayo
- Thulani Serero
- Percy Tau
- Sibusiso Vilakazi
- Themba Zwane
- Eudes Dagoulou
- Demba Malick
- Jacques Tuyisenge
- Keita Baldé
- Moussa Konaté
- Cheikhou Kouyaté
- Kara Mbodj
- Opa Nguette
- Ismaïla Sarr
- Moussa Sow
- Alhaji Kamara
- Hassan Mila Sesay
- Phumlane Dlamini
- Mcolisi Lukhele
- Mthunzi Mkhontfo
- Sabelo Ndzinisa
- Tony Tsabedze
- Dominic Abui
- Elias Maguri
- Thomas Ulimwengu
- Aymen Abdennour
- Anice Badri
- Mohamed Amine Ben Amor
- Änis Ben-Hatira
- Syam Ben Youssef
- Saad Bguir
- Ghailene Chaalali
- Yassine Chikhaoui
- Yassine Meriah
- Milton Karisa
- Geofrey Massa
- Joseph Ochaya
- Emmanuel Okwi
- Gohi Bi Cyriac
- Maxwel Cornet
- Max Gradel
- Gervinho
- Jonathan Kodjia
- Jean Seri
- Luís Leal
- Lubambo Musonda
- Enock Mwepu

Gole samobójcze
- Manucho Diniz (dla  Republiki Południowej Afryki)
- Dieumerci Mbokani (dla  Burundi)
- Wilfred Moke (dla  Tunezji)
- Ousmane Sidibé (dla  Demokratycznej Republiki Konga)
- Salif Coulibaly (dla  Wybrzeża Kości Słoniowej)
- Thamsanqa Mkhize (dla  Senegalu)